# 大塔村立向山小学校
大塔村立向山小学校（おおとうそんりつ むかいやましょうがっこう）は、和歌山県西牟婁郡大塔村（現 田辺市）にあった公立小学校である。

## 沿革
- 1879年 - 経費を持ち寄り岡野金哉氏を師として雇い、保平126番地1号に民家を借りて読み書きそろばんを教える[1]。なお、校地跡に建つ百周年記念碑にはこの年に合川尋常小学校（後の三川第一小学校）の分教場として開校したとあるが、昭和62年発刊の大塔村誌には明治35年に分教場となったことが記載されている。一方で三川第一小学校跡の碑には明治35年開校とあるので、ここでは大塔村誌を採用した[1][2][3]。
- 1889年 - 村費勘定帳に学校建物費勘定と記載されるものの、詳細記述はない[1]。
- 1902年4月1日 - 大字下地540番地の庵寺を使用して、合川尋常小学校の分教場として開校し、中岡右太次が教師として就任する[1]。
- 1905年 - 合川尋常小学校が分教場を廃し三川第一尋常小学校と改称する。分教場はそれぞれ独立し、第二尋常小学校を五味に、第三尋常小学校を向山に設置する。これに伴い、三川第三尋常小学校と改称する。同年、保平132番地に移転し新校舎の建築を始める[1]。
- 1906年1月  - 新校舎落成。この時の児童数は男子21名、女子32名、職員1名[1]。
- 1910年？ - 深谷家庭教育場を分教場として2学級編成となる[1]。
- 1919年3月 - 深谷分教場の校舎老朽化に伴い新校舎を新築落成する[4][1]。
- 1926年
  - 7月1日 - 文部省令により青年訓練所を併設する[1]。
  - 10月2日 - 校舎移転改築が始まる[1]。
  - 11月5日 - 保平131番地の民家を借入れ、仮校舎として授業を始める[1]。
- 1927年
  - 1月15日 - 大字向山下地522番地に移転し新校舎を落成し授業を始める[1]。
  - 11月1日 - 三川、豊原、各校連合運動会が当校にて行われ、当校が優勝する[1]。
- 1928年11月22日 - 各校連合運動会を三川第一尋常小学校において行われ、当校が再度優勝する[1]。
- 1929年10月25日 - 大字西大谷を併設している第三青年訓練所入所区域に編入する[1]。
- 1930年6月18日 - 豊原尋常高等小学校西大谷分教場を廃止し、西大谷を当校就学区域とする[1]。
  - 6月28日 - 入学式を行う[1]。
- 1932年4月1日 - 1学級増設し、教員一名を増やす。本校で4学級、教員4名、深谷分校に第5学級、教員2名を設置する。この際の児童数は164名で内訳は以下の通り[1]。
  - 第一学級：17名
    - 尋常1年生：男子7名、女子10名

  - 第二学級：44名
    - 尋常２・4年生：男子10名、女子10名
    - 補習：男子12名、補習女子12名

  - 第三学級：33名
    - 尋常3年生：男子17名、女子16名

  - 第4学級：37名
    - 尋常5年生：男子8名、女子11名
    - 尋常6年生：男子10名、女子8名

  - 第五学級（深谷分校）：33名
    - 尋常１～3年生：男子12名、女子7名
    - 尋常4～6年生：男子9名、女子5名
- 1933年7月1日 - 高等科の開校式が行われ、三川第三尋常高等小学校と改称する[1]。
- 1934年4月 - 児童数194名を数える。内訳は以下の通り[1]。
  - 第一学級：40名
    - 尋常1年：22名
    - 尋常2年：18名

  - 第二学級：36名
    - 尋常3年：17名
    - 尋常4年：19名

  - 第三学級：49名
    - 尋常5年：30名
    - 尋常6年：19名

  - 第四学級：32名
    - 高等1年：18名
    - 高等2年：18名

  - 第五学級（深谷分校）：計37名
- 1935年7月12日 - 三川第三青年学校開校式と入学式を行う[1]。
  - 10月 - 深谷分校の校舎増築完了[4]。
- 1941年4月1日 - 国民学校令により三川第三国民学校に改称する[1]。
- 1943年4月7日 - 児童163名を数える。内訳は以下の通り[1]。
  - 第一学級
    - 初等科1年：男子9名、女子5名。
    - 初等科2年：男子9名、女子11名。

  - 第二学級
    - 初等科3年：男子10名、女子4名。
    - 初等科4年：男子5名、女子7名。

  - 第三学級
    - 初等科5年：男子11名、女子8名。
    - 初等科6年：男子9名、女子7名。

  - 第四学級
    - 高等科1年：男子6名、女子11名。
    - 高等科2年：男子4名、女子10名。

  - 第五学級
    - 初等科1年：男子4名、女子3名。
    - 初等科2年：男子5名、女子3名。
    - 初等科3年：男子4名、女子1名。

  - 第六学級
    - 初等科4年：男子3名、女子2名。
    - 初等科5年：男子1名、女子5名。
    - 初等科6年：男子2名、女子4名。

  - 4月12日 - 当村青年学校独立により、当校にその分校を開設する[1]。
- 1946年3月22日 - 修了式を行う。この年の修了者は以下の通り[1]。
  - 初等科：男子10名、女子8名。計18名
  - 高等科：男子11名、女子6名。計17名
- 1947年3月31日 - 学制改革により三川第三小学校に改称する[1]。
  - 5月3日 - 三川中学校第三分校を併設し、授業開始する[1]。
- 1948年
  - 4月13日 - 本校3学級、分校2学級にて入学式と始業式を行う。男子17名、女子18名の計35名が入学する[1]。
  - 12月24日 - 放出物資を得て第一回給食を実施する[1]。
- 1949年
  - 4月8日 - 本校6学級、分校3学級となる[1]。
  - 4月18日 - 深谷トンネルが開通し、開通祝賀式が行われる。児童生徒の旗行列を行う[1]。
- 1951年4月1日 - 本校5学級、分校3学級となる[1]。
- 1956年9月25日 - 向山小学校と改称する[1]。
- 1957年 - 新校舎落成。落成式を行う[4]。
- 1978年8月15日 - 100周年記念行事を行う[4]。
- 1979年3月31日 - 豊原小学校・向山小学校深谷分校と合併し大塔村立三川小学校（のち、田辺市立三川小学校となるが、2015年、田辺市立鮎川小学校 に統合により廃校）となる[2][5]。

## 閉校後の利用

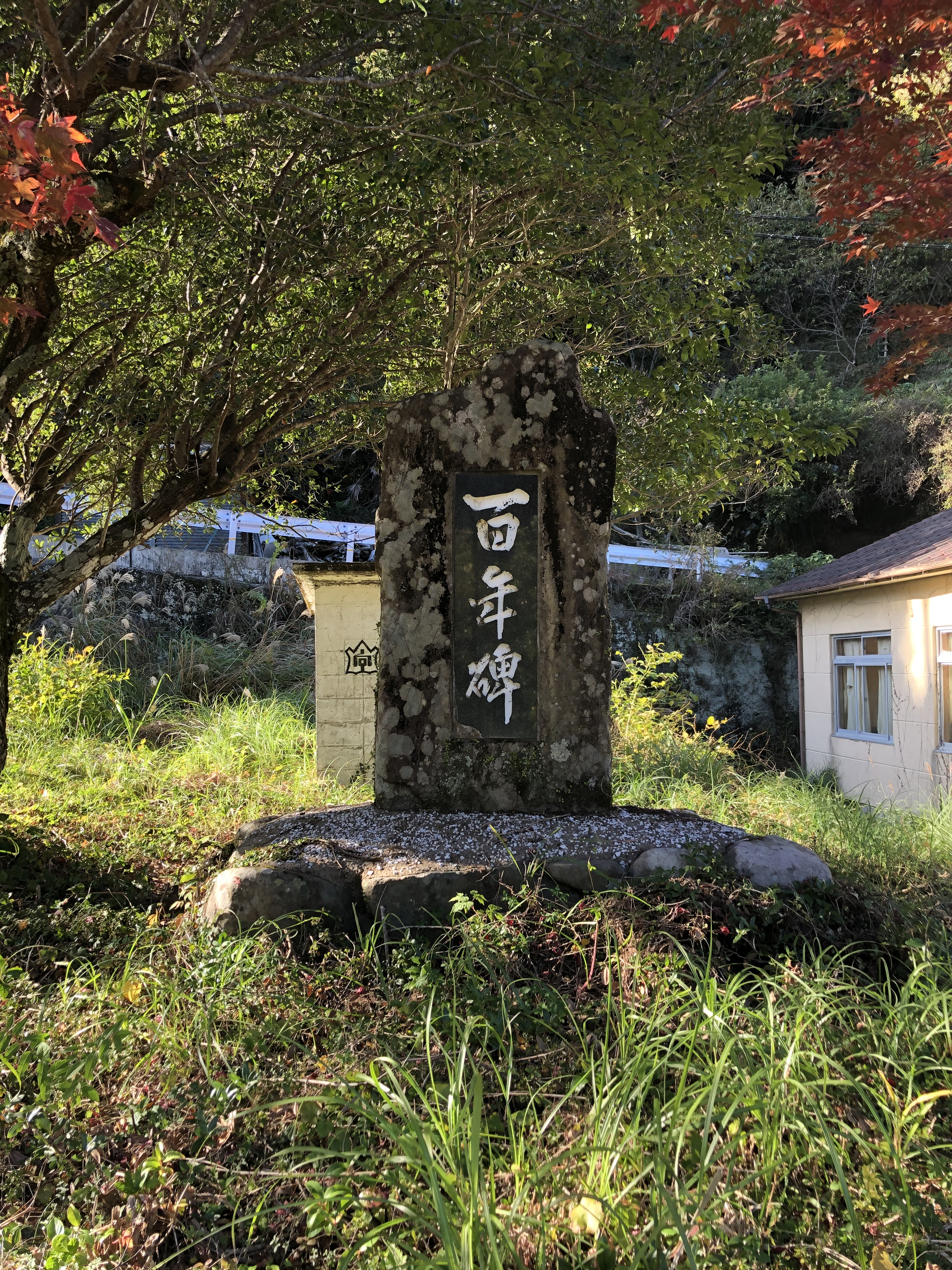
校舎跡地に立つ百年碑

校舎跡地は2020年現在、集会所が建てられ利用されている。
また、校舎跡手前に100周年記念碑の「百年碑」が立ち、沿革が刻まれている。

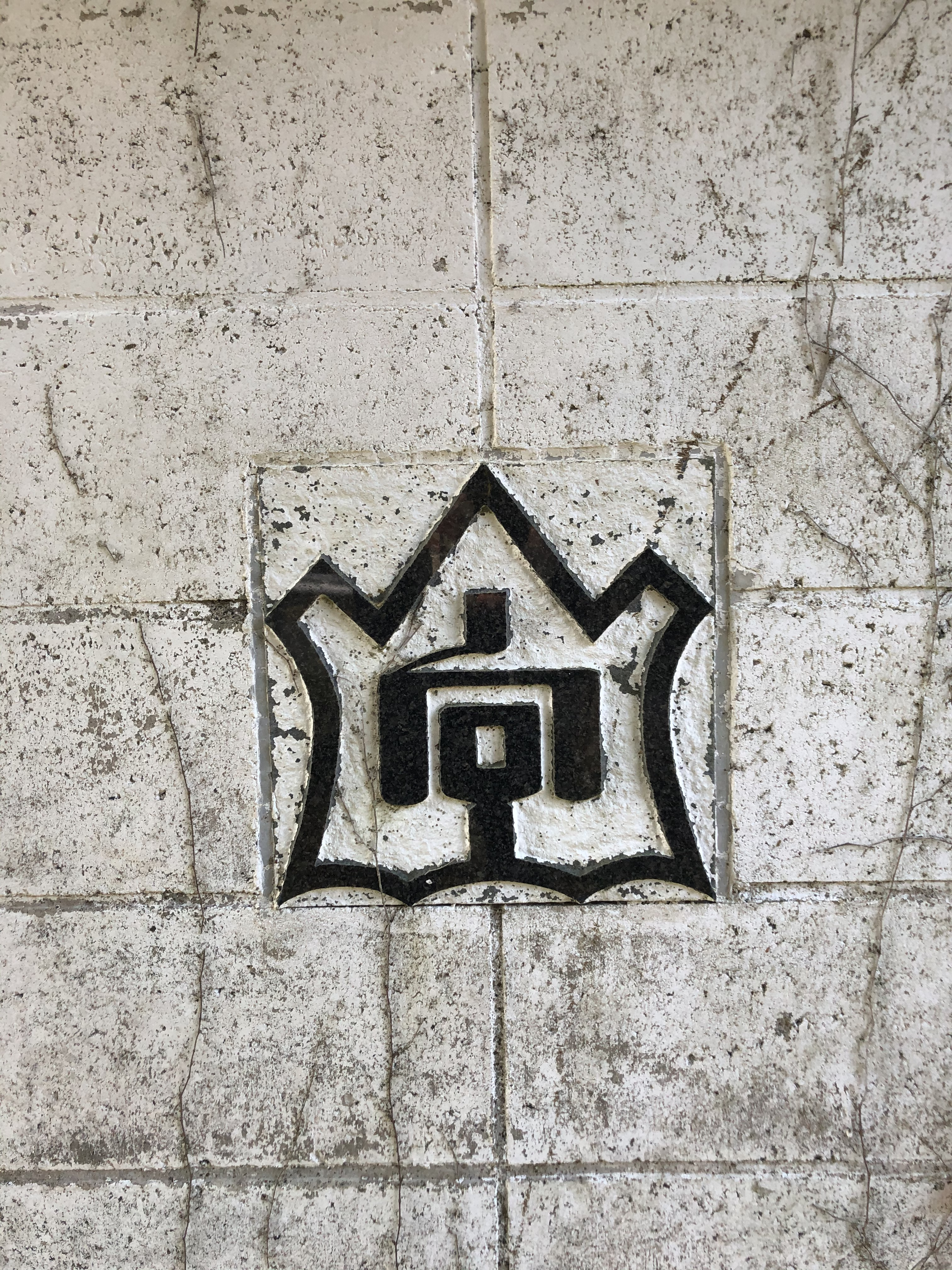
建物に残る校章

奥の建物には校章が残っている。